# Caroline Amali Okao
Caroline Amali Okao là một chính trị gia người Uganda. Bà là bộ trưởng bộ tài chính vi mô trong nội các của Uganda và được bổ nhiệm vào vị trí đó vào ngày 27 tháng 5 năm 2011. Caroline Amali Okao thay thế Ruth Nankabirwa trong chức vụ này. Caroline Amali Okao cũng là thành viên được bầu của quốc hội cho Đại diện Phụ nữ của quận Amolatar.

## Bối cảnh và giáo dục
Caroline Amali Okao được sinh ra ở quận Amolatar, tiểu vùng Lango, ở khu vực phía Bắc của Uganda, vào ngày 1 tháng 1 năm 1972. Caroline Amali Okao đã theo học tại các trường học ở Ugandan cho giáo dục tiểu học, O-Level và A-Level. Năm 1997, Caroline Amali Okao nhập học Đại học Makerere, trường đại học công lập lâu đời nhất và lớn nhất ở Uganda, tốt nghiệp năm 2000 với bằng Cử nhân Nghệ thuật về du lịch. Năm 2011, Đại học Makerere đã trao cho Caroline Amali Okao Chứng chỉ về Kế hoạch và Quản lý.

## Nghề nghiệp
Từ năm 2003 đến năm 2006, Caroline Amali Okao là giám đốc của Crown Technical Services, một công ty mà bà đã giúp thành lập. Năm 2006, Caroline Amali Okao đã giành chiến thắng trong cuộc bầu cử quốc hội Uganda, làm Đại diện Phụ nữ cho Quận Amolatar, với tư cách là một ứng cử viên độc lập. Vào tháng 5 năm 2011, Caroline Amali Okao được bổ nhiệm làm Bộ trưởng Bộ Tài chính vi mô của Uganda.